# Masayuki Mochizuki
Masayuki „Mochy“ Mochizuki (* 1979 in Tokio) spielt seit 2001 im internationalen Kreis Backgammon. 

## Leben
Er gewann unter anderem die Las Vegas Open, die Monte Carlo World Championship 2009 (bei der er Weltmeister wurde), Nordic Open Super Jackpot, die European Championship, die European Pro Championship, die Chicago Open, die Texan Backgammon Championship und die Monte Carlo Open. Zuletzt gewann er in Melbourne die Backgammon International 2020. Den Super Grand Master Titel gewann er 2019, indem er über 300 Spiele der BMAB (Backgammon Masters Awarding Body) unter 2.5 PR spiele. Im selben Jahr gewann er die erste UBC (Ultimate Backgammon Championship) und besiegt dabei Sander Lylloff. 
Seit 2009 wurde er acht Mal zur Nummer 1 der Backgammon Giants List gewählt.